# 扭扭舞

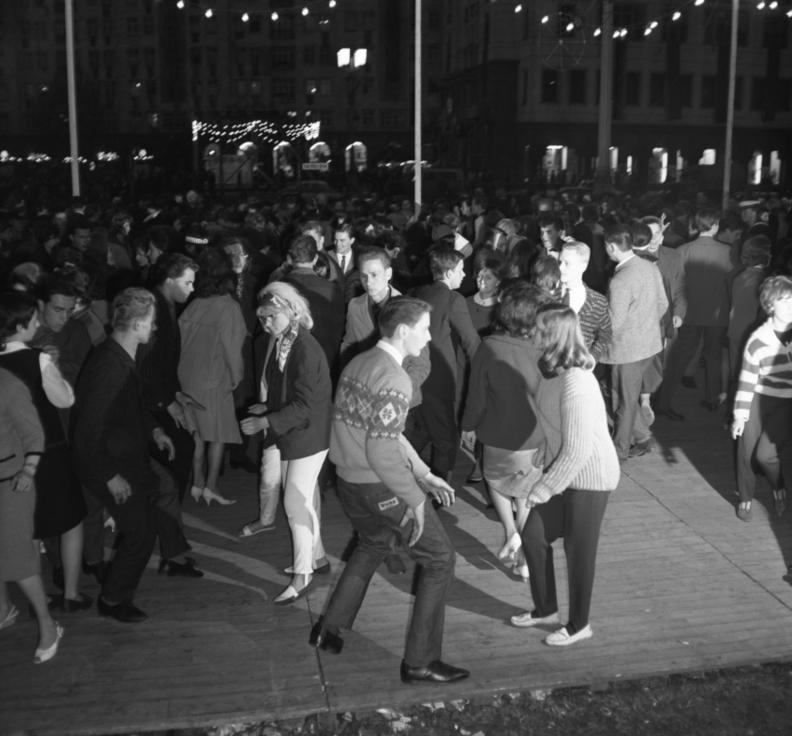
扭扭舞，1964年5月17日在柏林拍攝

扭扭舞（twist），又名扭腰舞，是由摇滚音樂引發的舞蹈，自1959年到1960年代早期，扭扭舞先在美國流行，之後成為全球性的舞蹈熱潮，非常受歡迎，不過也因為一些評論家認為挑逗66意味過強，因此造成爭議。扭扭舞之後帶動了1960年代的Jerk、Pony、The Watusi等舞蹈，不過後面這些舞蹈都沒有引發流行。
扭扭舞多半是男女一起跳，特點是強調臀部的擺動。美國節奏藍調歌手漢克·巴拉德看到佛羅里達Tampa的青少年在跳扭扭舞後，寫了一首《The Twist》，放在漢克·巴拉德和The Midnighters1959年單曲《Teardrops on Your Letter》專輯的B面。Dick Clark注意到扭扭舞在青少年中的流行，建議Cameo Records讓形象更好的恰比·卻克重新錄製專輯，在1959年發行，在1960年成為排名榜的第1名。當成年人接受扭扭舞後，扭扭舞在青少年間就風光不再了，當歌曲發行後，在1962年又獲得第1名。
2012年10月11日，在佛罗里达州的德兰創下一個世界記錄，恰比·卻克現場演唱這首歌，觀眾跳舞，估計有四千人一起跳舞，超越以往最多人一起在衝上跳扭扭舞的吉尼斯世界纪录。

## 延伸閱讀
- Hoffman, Dr. Frank. "Dance Crazes". Survey of American Popular Music. Comp.[需要完整来源]
- "Dance Crazes （页面存档备份，存于）", Sam Houston State University [shsu.edu].
- Keeble, Christine. "The Twist and 60's Fad Dances", HowtoJive.com，存档于（存檔日期 October 21, 2008）
- Warta, Tamara. "History of the Twist Dance （页面存档备份，存于）", LovetoKnow.com.
- Tap Roots: The Early History of Tap Dancing，第222頁，載於Google圖書